# Trifko Grabež
Trifun “Trifko” Grabež, serbiska Трифун "Трифко" Грабеж, född 28 juni 1896 i Pale, Bosnien och Herzegovina, Österrike-Ungern, död 21 oktober 1916 i Terezín, Böhmen, Österrike-Ungern, var en bosnienserbisk student, medlem av det revolutionära ungdomssällskapet Unga Bosnien, och deltagare i attentatet mot den österrikisk-ungerske tronföljaren Franz Ferdinand i Sarajevo 1914.

## Biografi
Grabež föddes på den helige Vitus dag, Vidovdan, den 28 juni. Hans far var ortodox präst i Pale. Grabež gick i skolan i Sarajevo och senare i Tuzla, och blev medlem av det litterära och revolutionära ungdomssällskapet Unga Bosnien, som med alla medel ville befria Bosnien från Österrike-Ungern och istället förena landet med Serbien, och i förlängningen skapa Jugoslavien. Grabež ansågs vara en tystlåten och fredlig ung man, men vid ett tillfälle förlorade han humöret och slog till en lärare på gymnasiet i Tuzla, när denne gjorde sig lustig över sin elevs idéer. För detta blev Grabež avstängd från skolan, och han begav sig till Serbien där han fortsatte sin utbildning som privatgymnasist. Han var god vän med Gavrilo Princip, senare attentatsman mot Franz Ferdinand.

## Attentat
Grabež kamrater Gavrilo Princip och Nedeljko Čabrinović hade bestämt sig för att organisera ett attentat mot ärkehertig Franz Ferdinand, som sågs som en stor fiende till alla slaver. Denne skulle komma på statsbesök till Sarajevo den 28 juni 1914 och åka kortege genom staden. Grabež erbjöd sig att delta i attentatet, men Princip rådde honom att spara på sig till ett annat tillfälle. Senare sade Princip dock att han ville att Grabež skulle delta.
På sin nittonde födelsedag, den 28 juni 1914, stod Grabež vid en av broarna över Miljatjka-floden, beväpnad med en pistol och en handgranat. Han var en av sex attentatsmän som skulle försöka döda Ferdinand när denne åkte förbi i sin bil. Grabež gjorde dock ingenting. Attentatet genomfördes av Gavrilo Princip som dödade Ferdinand med ett revolverskott.
Efter attentatet försökte Grabež lämna staden, men arresterades eftersom hans pass avslöjade att han nyligen befunnit sig i Serbien, och polisen misstänkte att han var en av de sammansvurna, av vilka många redan blivit arresterade.
Grabež utsattes för tortyr genom att bli nedtryckt i vatten, men vägrade erkänna någonting. Vid rättegången sade han dock att Franz Ferdinand var en fiende och att slaverna borde få samma rättigheter som de andra folken i Österrike. Han dömdes till tjugo års fängelse för högförräderi och mord, vilket han i ett brev till fadern beskrev på följande sätt: ,,Jag har hört att jag är dömd till tjugo års fängelse, men det är ju ingenting; vi tre hade i vilket fall som helst beslutat att ge livet för Serbiens och Bosniens väl“. Grabež  avled i sin cell i Terezín den 21 oktober 1916, förmodligen av svält och lungsot.